# Teater Paradižnik
Teater paradižnik je slovenska humoristična TV serija, ki se je predvajala ob sobotnih večerih enkrat mesečno na prvem programu TV Slovenija. Prva epizoda je bila na sporedu 15. oktobra 1994. Avtorja skečev sta bila Marko Pokorn in Branko Đurić, ki sta skupaj tudi oblikovala koncept serije.
Zgodba se vrti okoli odštekanih zaposlenih v starem gledališču Paradižniku, ki je že videlo boljše čase. Serija je bila posneta po konceptu ameriške zabavne oddaje Saturday Night Live ter vsebuje skeče in nastope glasbenih gostov. Vsaka epizoda se začne in konča s tematsko pesmijo, ki jo poje Tanja Ribič.
Serijo je nasledila nizkoproračunska in manj uspešna nanizanka Pravi biznis, pri kateri Marko Pokorn ni več sodeloval. Lik vratarja Vesa se je ponovno pojavil v Naši mali kliniki.

## Produkcija
Serija je nastajala v razvedrilnem programu Televizije Slovenija. Paradižniku je zunanjo podobo posodil Sokolski dom Tabor, oder pa Šentjakobsko gledališče.
Po besedah Jerneja Šugmana se je projekt soočal s finančnimi težavami.

## Zasedba
| Lik              | Igralec            | Opis                                                                      | Epizode |
| ---------------- | ------------------ | ------------------------------------------------------------------------- | ------- |
| Marijana Velepič | Tanja Ribič        | lepa voditeljica                                                          | 1–      |
| Vinko Miklavčič  | Janez Škof         | hipohondrični režiser                                                     | 1–      |
| Hubert           | Ivan Rupnik        | direktor s slabim zadahom                                                 | 1–      |
| Veso             | Jernej Šugman      | komunikativni vratar južnega porekla, ki obožuje vse slovenske glasbenike | 1–      |
| Edwin Pustovrh   | Jožef Ropoša       | poženščeni garderober                                                     | 1–      |
| Fani Nkombo      | Metka Trdin        | afriška čistilka                                                          |         |
| Hinko Miklavčič  | Gojmir Lešnjak     | gasilec, Vinkov brat                                                      |         |
| Žinko Miklavčič  | Alojz Svete        | Vinkov in Hinkov brat                                                     |         |
| Gudrun           | Jette Ostan Vejrup | Vinkova žena                                                              |         |
| scenci           | skupina Grapefruit | nerodni scenski delavci                                                   |         |

## Ekipa
- redakcija: Nataša Goršek Mencin
- produkcija: Mica Puc Ornik
- režija: Branko Đurić
- avtor uvodne skladbe in drugih skladb v nanizanki: Marko Pokorn
- avtorja skečev: Marko Pokorn in Branko Đurić
- fotografija: Ubald Trnkoczy
- koreografija: Miha Lampič
- kostumografija: Zvonka Makuc, Jerneja Jambrek
- scenografija: Janko Kramberger, Dušan Milavec
- glasba: Saša Lošić, Marko Pokorn

## Nagrade
- strokovni viktor 1994 za najboljšo razvedrilno TV oddajo (podeljeno l. 1995)

## Epizode

### Prva sezona
| Št. | Datum predvajanja | Glasbeni gost  | Posebni gost                          | Scenarij                                |
| --- | ----------------- | -------------- | ------------------------------------- | --------------------------------------- |
| 1.  | 15. oktober 1994  | Zoran Predin   |                                       |                                         |
| 2.  | 12. november 1994 | Magnifico      | Jure Šterk, Vojka Šterk               | Marko Pokorn, Branko Djurić             |
| 3.  | 31. december 1994 | Helena Blagne  | Manca Košir, Tina Košir, Peter Lampič | Marko Pokorn, Saša Lošić, Branko Djurić |
| 4.  | 21. januar 1995   |                |                                       |                                         |
| 5.  | 4. februar 1995   | Čuki           | Sašo Hribar                           | Marko Pokorn                            |
| 6.  | 4. marec 1995     |                |                                       |                                         |
| 7.  | 1. april 1995     | Jan Plestenjak |                                       | Marko Pokorn, Branko Djurić             |
| 8.  | 6. maj 1995       |                |                                       |                                         |
| 9.  | 3. junij 1995     | Vlado Kreslin  |                                       | Marko Pokorn, Branko Djurić             |

### Druga sezona
| Št. | Datum predvajanja           | Glasbeni gost                                 | Scenarij                                              |
| --- | --------------------------- | --------------------------------------------- | ----------------------------------------------------- |
| 1.  | 2. december 1995 (TV SLO 2) |                                               |                                                       |
| 2.  | 16. december 1995           |                                               |                                                       |
| 3.  | 1. januar 1996 (ponedeljek) | Andrej Šifrer                                 |                                                       |
| 4.  | 13. januar 1996             | Peter Lovšin                                  |                                                       |
| 5.  | 3. februar 1996             | Anja Rupel                                    | Marko Pokorn, Branko Djurić                           |
| 6.  | 2. marec 1996               | Deja Mušič                                    | Branko Djurić, Nataša Goršek Mencin, Simona Stražišar |
| 7.  | 27. april 1996              | Adi Smolar in Leteči potepuhi                 | Branko Djurić, Marko Pokorn                           |
| 8.  | 1. junij 1996               | Mia Žnidarič, Saša Dragaš, Muharem Vojniković | Marko Pokorn, Branko Djurić                           |
| 9.  | 29. junij 1996              | Orlek                                         |                                                       |

### Tretja sezona
| Št. | Datum predvajanja         | Glasbeni gost                     | Scenarij |
| --- | ------------------------- | --------------------------------- | -------- |
| 1.  | 7. september 1996         | Alka Vuica, Magnifico, Pop Design |          |
| 2.  | 2. november 1996          |                                   |          |
| 3.  | 31. december 1996 (torek) |                                   |          |
| 4.  | 8. februar 1997           |                                   |          |
| 5.  | 8. marec 1997             |                                   |          |
| 6.  | 12. april 1997            |                                   |          |
| 7.  | 24. maj 1997              | Zoran Predin, Šukar               |          |
| 8.  | 7. junij 1997             |                                   |          |